# Охотников Вадим Дмитрович
Вадим Дмитрович Охотников (10 березня (23 березня) 1905, Єлець — пом. 31 липня 1964, Старий Крим) — російський радянський письменник-фантаст та винахідник.

## Біографія
Вадим Охотников народився у 1905 році в Єльці. За кілька років його батьки розлучилися, і Вадим Охотников разом з матір'ю перебрався до Лохвиці, де проживав брат матері. У цьому місті майбутній письменник та винахідник закінчив реальне училище, проте під час громадянської війни його матір вбили денікінці, він вимушений був самостійно заробляти на прожиття та продовжувати навчання. Пізніше Охотников в складі частин особливого призначення брав участь у боях із противниками радянської влади. У 1923 році Вадим Охотников за направленням поступив до Ленінградський інститут інженерів звукового кіно, та одночасно працював на кіностудіях. Йому вдалось створити перший радянський звукозаписувальний пристрій, за допомогою якого озвучені перші радянські звукові фільми, зокрема «Слава світу», «Чи люблю тебе?», «Переворот» та низка інших. 11 березня 1935 року президія Верховної ради БРСР присвоїла Охотникову почесне звання «Заслужений діяч радянської техніки». За рік Вадим Охотников отримав особисту експериментальну лабораторію на території Ленінградського політехнічного інституту. Спочатку Охотников продовжував дослідження звукозаписувальних пристроїв, а з 1938 року розпочав займатися роботою виключно оборонного призначення. Під час радянсько-німецької війни він продовжив розробку нових видів озброєння, зокрема засобів мінування та розмінування. За розробку нових видів озброєння після війни Вадим Охотников нагороджений орденом Трудового Червоного Прапора і медаллю «За оборону Ленінграда».
У 1946 році Вадим Охотников став науковим редактором журналу «Техника – молодежи», й на цій посаді він розпочав свою літературну діяльність. У 1952 році у зв'язку з погіршенням стану здоров'я Охотников разом із дружиною Валентиною Осєєвою жив у Криму. Помер Вадим Охотников у 1964 році в місті Старий Крим, похований на міському кладовищі в Старому Криму.

## Літературна творчість
Літературну творчість Вадим Охотников розпочав у 1946 році, коли вийшло друком його перше оповідання «Розмова по суті» (інша назва «Історія одного вибуху»), яке невдовзі було надруковане й у німецькому військовому журналі. Наступного року вийшла друком перша збірка автора «На грані можливого», а також дві науково-популярні книги «У світі застиглих звуків (Історія звукозапису)» та «Магніти». У 1950 році вийшов друком перший науково-фантастичний роман Охотникова «Дороги вглиб». У своїй творчості Вадим Охотников був твердим прихильником «фантастики близького прицілу», та в своїх творах переважно займався популяризацією власних наукових відкриттів та винаходів. Заради популяризації технічної творчості Охотников спеціально для учнів ПТУ написав повість «Перші дерзання», яка вийшла друком у 1959 році.

### Романи
- 1950 — Дороги вглубь

### Повісті
- 1947 — В глубь земли
- 1949 — Пути-дороги
- 1949 — Тайна карстовой пещеры
- 1953 — Первые дерзания
- 1957 — Наследники лаборанта Синявина

### Оповідання
- 1946 — История одного взрыва
- 1946 — Электрические снаряды
- 1947 — Автоматы писателя
- 1947 — Напуганная молния
- 1947 — Шорохи под землёй
- 1948 — Угольный генератор
- 1949 — Изобретатель красного дерева
- 1949 — Пуговинка фиолетовая
- 1952 — Новое зрение

### Збірки
- 1947 — На грани возможного
- 1949 — В мире исканий
- 1952 — В мире исканий
- 1953 — История одного взрыва
- 1959 — Первые дерзания

### Науково-популярні твори
- 1949 — В мире застывших звуков (История звукозаписи)
- 1949 — Магниты